# Russellville, Ohio
Russellville är ett municipalsamhälle (village) i Brown County i Ohio. Vid 2020 års folkräkning hade Russellville 542 invånare.

## Kända personer från Russellville
- Mills Gardner, politiker